# Rugopimpla macra
Rugopimpla macra  (лат.) — ископаемый вид перепончатокрылых наездников рода Rugopimpla из семейства Ichneumonidae. Обнаружен в меловых отложениях Дальнего Востока (Магаданская область, Обещающий, Ola Formation, возраст 70,6—84,9 млн лет).

## Описание
Мелкого размера перепончатокрылые наездники. Длина головы и груди — 2,1 мм, длина переднего крыла 4 мм.
Вид Rugopimpla macra был впервые описан по частичным отпечаткам в 2010 году российским энтомологом Д. С. Копыловым (Палеонтологический институт РАН, Москва, Россия). Включён в состав рода Rugopimpla из вымершего подсемейства Labenopimplinae (Ichneumonidae).